# Enrico Dalgas

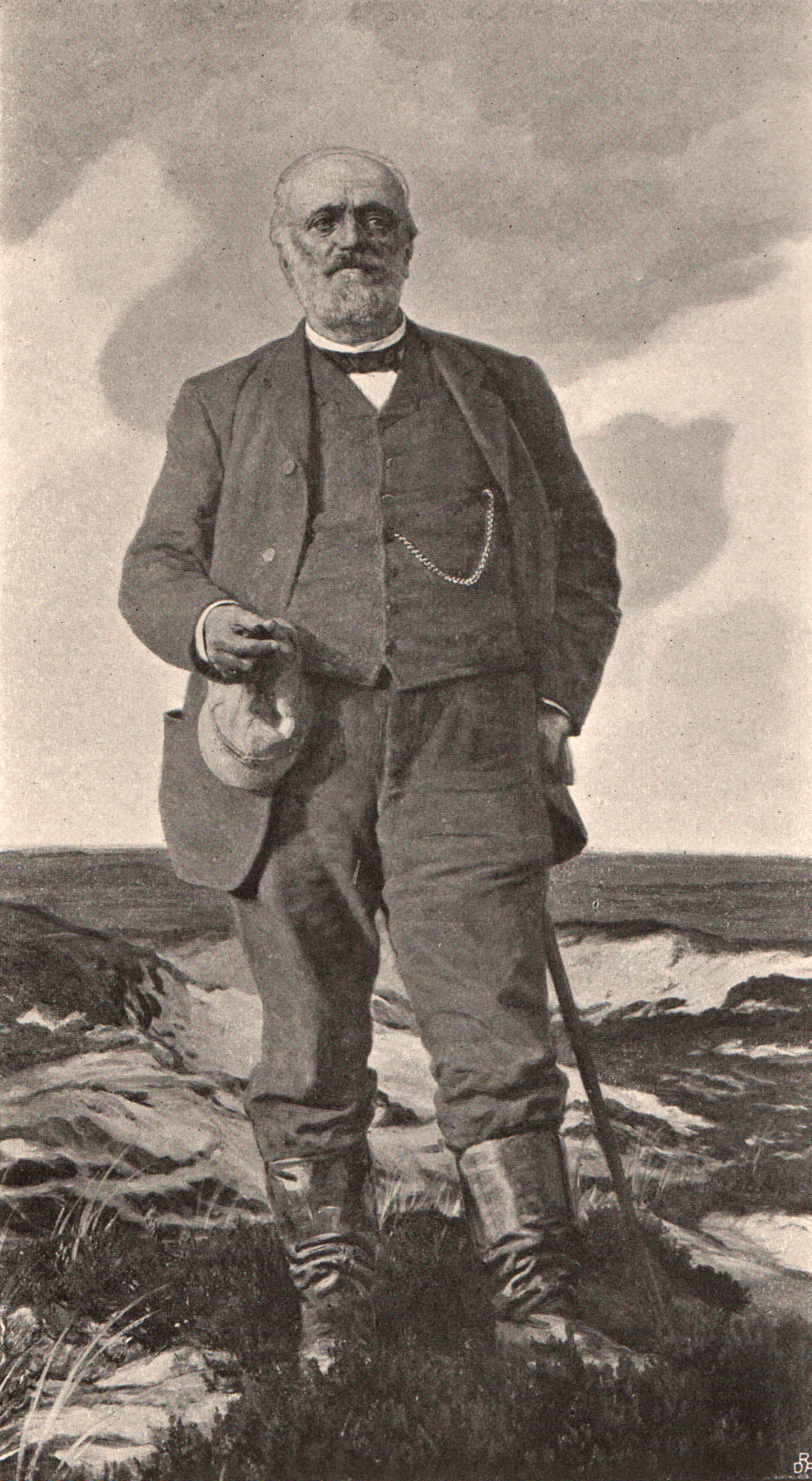
Enrico Dalgas, porträtt av August Jerndorff.

Enrico Mylius Dalgas, född 16 juli 1828 i Neapel i Italien, död 16 april 1894 i Århus, var en dansk militär. Han var brorson till lantbruksförfattaren Carl Frederik Isak Dalgas, bror till konstnären Carlo Eduardo Dalgas och far till Christian, Frederik och Ernesto Dalgas.
Dalgas föddes i Italien av danska föräldrar och kom till Danmark efter faderns död 1835. Han blev officer 1846 och deltog som artillerilöjtnant i Slesvig-holsteinska kriget. Han förflyttades efter kriget till ingenjörstrupperna och kom 1854 under Ingeniørkorpsets vägdirektion med tjänst i Viborg, övertog året därpå Viborgs vägdistrikt och utnämndes 1856 till kapten. Åren 1859–1867 hade han Århus vägdistrikt under sig. Då vägväsendet omorganiserades 1867, blev Dalgas assistent hos överväginspektören och efter dennes död (1885) själv överväginspektör med ansvar för Danmarks samtliga vägar.
Dalgas var medstiftare av det 1866 grundade Hedeselskabet och den ledande för dess arbete fram till sin död. Genom sin framstående personlighet och förmåga att entusiasmera sina medarbetare fick han med sig hela landet i sitt intresse för hedens uppodling och plantering och vann hedbornas medarbetan i projektet, utan vilka företaget varit dömt att misslyckas. Dalgas utgav Hedeselskabets Tidsskrift från 1880 och författade ett stort antal skrifter, huvudsakligen rörande hedförhållandena, bland vilka främst märks Geografiske Billeder fra Heden (1867–68).

## Utmärkelser
- Dannebrogsmännens hederstecken
- Riddare av Dannebrogorden
- Förtjänstmedaljen i guld
- Kommendör av första graden av Dannebrogorden

[Redigera Wikidata]